# Цено Куртев
Цено Куртев е български подофицер и революционер, деец на Върховния македоно-одрински комитет и на Вътрешната македоно-одринска революционна организация.

## Биография
Цено Куртев е роден в Златица в 1877 година. Служи като подофицер в Двадесет и четвърти пехотен черноморски полк в Бургас. Активен член на Тайните македоно-одрински подофицерски братства на Върховния македоно-одрински комитет. В 1900 влиза във ВМОРО и в края на януари 1903 година става четник в четата на Михаил Герджиков, която навлиза в Одринска Тракия и през февруари участва в опита за атентат при гара Синекли.
Делегат е на конгреса на Одрински революционен окръг на Петрова нива през юли 1903 г., на който е определен за ръководител Инеадския революционен участък. Там въстанието започва на 3 август, когато четата на Цено Куртев убива трима стражари в Резово, които се опитват чрез насилие да съберат пушките на населението. На следния 4 август четите на Цено Куртев и Петър Ангелов нападат войската в село Маджура и водят петчасово сражение, в което са убити осемнадесет турски войници, а двама са пленени. На 6 август четата на Цено Куртев обсажда турския гарнизон в село Корфу колиби и води двудневно сражение, като на 7 август вечерта оцелелите турци успяват да избягат.
На 8 срещу 9 август Цено Куртев взривява фара при Инеада, за да обърка навигацията на турските военни кораби в Черно море. На 11 август четата на Цено Куртев напада село Лиман, а на 13 август влиза в град Ахтопол, който вече е напуснат от турския си гарнизон. Войводата разбива държавните солници и раздава солта на населението от Ахтопол и съседните села – Бродилово, Кости, Каланджа и Стефаново.
След погрома на въстанието Цено Куртев заминава за България. През 1904 г. е изпратен като войвода на чета в Кочанско, където действа под ръководството на околийския войвода Кръстьо Българията.
| Чета на Цено Куртев, 1 март 1905 година | Чета на Цено Куртев, 1 март 1905 година | Чета на Цено Куртев, 1 март 1905 година | Чета на Цено Куртев, 1 март 1905 година | Чета на Цено Куртев, 1 март 1905 година |
| Номер                                   | Име                                     | Селище                                  | Околия                                  | Забележка                               |
| --------------------------------------- | --------------------------------------- | --------------------------------------- | --------------------------------------- | --------------------------------------- |
| 1.                                      | Цено Куртев                             | Златица                                 | Пирдопска                               | убит                                    |
| 2.                                      | Черню Киров                             | Златица                                 | Пирдопска                               | убит                                    |
| 3.                                      | Димитър Стойчев                         | Златица                                 | Пирдопска                               | върнал се                               |
| 4.                                      | Владимир Йорданов                       | Златица                                 | Пирдопска                               | убит                                    |
| 5.                                      | Радомир Коевич                          | Цетине                                  | Черна гора                              | убит                                    |
| 6.                                      | Пано Юр. Карапанджов                    | Велес                                   | Велешка                                 | убит                                    |
| 7.                                      | Петър Калчев Тръсиев                    | Клисекьой                               | Пирдопска                               | убит                                    |
| 8.                                      | Стойко Трайков                          | Куманово                                | Кумановска                              | убит                                    |
| 9.                                      | Яне Георгиев                            | Голямо Ялари                            | Тръновска                               | убит                                    |
| 10.                                     | Стоян Андреев                           | Стара Загора                            | Старозагорска                           | върнал се                               |
| 11.                                     | Иван Милев                              | Златица                                 | Пирдопска                               | убит                                    |
| 12.                                     | Арсо Георгиев                           | Блатец                                  | Кочанска                                | убит                                    |
| 13.                                     | Трайко Георгиев                         | Якимово                                 | Кочанска                                | умрял                                   |
| 14.                                     | Алекса Трифунов                         | Зърновци                                | Кочанска                                | убит                                    |

На 1 март 1905 г. Цено Куртев влиза в Македония през Кюстендилския пункт на ВМОРО, начело на чета от 14 души и се отправя към Кочанския район. Част от четниците трябва да постъпят като попълнение в четата на Кръстьо Българията. На 2 април (22 март стар стил) 1905 година в сражение с турска войска при село Драмче, Кочанско загива цялата чета на Куртев, начело с войводата. В сражението умира и войводата Велко Манов. Заловен е четническият архив, след което започва Драмчевската афера.